# Red eléctrica

Diagrama de una red eléctrica. Las tensiones y otras características de las líneas eléctricas son los valores típicos para Alemania y otros sistemas europeos.

Una red eléctrica es una red interconectada que tiene el propósito de suministrar electricidad desde los proveedores hasta los consumidores. Consiste de tres componentes principales, las plantas generadoras que producen electricidad de combustibles fósiles (carbón, gas natural, biomasa) o combustibles no fósiles (eólica, solar, nuclear, hidráulica); Las líneas de transmisión que llevan la electricidad de las plantas generadoras a los centros de demanda y los transformadores que reducen el voltaje para que las líneas de distribución puedan entregarle energía al consumidor final.
En la industria de la energía eléctrica, la red eléctrica es un término usado para definir una red de electricidad que realizan estas tres operaciones:
1. Generación de electricidad: Las plantas generadoras suelen estar alejadas de áreas pobladas. Por lo general son muy grandes, para aprovecharse de la economía de escala. A la energía eléctrica generada se le incrementa su tensión antes de verterla a la red de transmisión.
2. Transmisión de electricidad: La red de transmisión transporta la energía a grandes distancias. De esto se encarga la compañía que es dueña de la red de distribución.
3. Distribución de electricidad: Al llegar a la subestación, la energía llega a una tensión, conocida como muy alta tensión. Al salir de ella, y entrar en la red de distribución, se le baja para quedar a alta o media tensión. Finalmente, al llegar al punto de servicio, la tensión se vuelve a bajar para quedar al voltaje de servicio requerido.

Las redes casi siempre son síncronas, lo que significa que todas las áreas de distribución funcionan con  corriente alterna (CA) trifásica sincronizadas (de modo que las oscilaciones de tensión se producen casi al mismo tiempo). Esto permite la transmisión de energía de CA en toda la zona, conectando un gran número de generadores y consumidores de electricidad y permitiendo, potencialmente, mercados eléctricos más eficientes y generación redundante.
La red combinada de transmisión y distribución forma parte del suministro eléctrico, conocido como "red eléctrica" en Norteamérica, o simplemente "la red". En Reino Unido, India, Tanzania, Myanmar, Malasia y Nueva Zelanda, la red se conoce como "National Grid".
Aunque las redes eléctricas están muy extendidas, en 2023 todavía quedaban 666 millones de personas en todo el mundo que no estaban conectadas a una red eléctrica,  la inmensa mayoría en el África subsahariana (565 millones). A medida que aumenta la electrificación, disminuye el número de personas sin acceso a la electricidad de red, habiéndose reducido prácticamente a la mitad desde 2001 en el que había 1.304 millones.
Las redes eléctricas pueden ser propensas a intrusiones o ataques malintencionados, por lo que es necesaria la seguridad de la red eléctrica. Además, a medida que las redes eléctricas se modernizan e introducen tecnología informática, las ciberamenazas empiezan a convertirse en un riesgo para la seguridad. Las preocupaciones particulares están relacionadas con los sistemas informáticos más complejos necesarios para gestionar las redes.

## Historia
Desde sus inicios en La Revolución Industrial, la red eléctrica se ha convertido de un sistema aislado que servía a un área geográfica particular, a una red expansiva que incorpora múltiples áreas. En un momento dado, toda la energía era producida cerca del dispositivo o del servicio que requería energía. A comienzos del siglo XIX, la electricidad fue una idea novedosa que competía con el vapor, la hidráulica, el enfriamiento o calentamiento directo, y principalmente el gas natural. En esa época, la producción de gas y su reparto se había convertido en la principal fuente de la industria moderna de la energía. A la mitad del siglo XIX, la iluminación por arco eléctrico se convirtió rápidamente en algo mucho más ventajoso que el gas volátil, ya que el gas produce una luz pobre, calentamiento excesivo, que hacía que los cuartos se calentaran y se llenaran de humo, y partículas nocivas como el monóxido de carbono. Después de haber estudiado la industria de iluminación del gas, Nikola Tesla inventó el primer sistema eléctrico que suministraba energía por medio de redes virtuales para la iluminación. Con esto, las empresas eléctricas se encargaron de las economías de escala y cambiaron a generación centralizada, distribución y administración del sistema. El concepto moderno de red eléctrica tiene sus fundamentos en las invenciones de Nikola Tesla, que hoy constituye la base de la generación, transmisión a alta tensión y distribución a media tensión, únicamente posibles gracias a las máquinas de inducción magnética que Tesla concibió.

## Generación
La generación, en términos generales, consiste en transformar alguna clase de energía no eléctrica, sea esta química, mecánica, térmica o luminosa, entre otras, en energía eléctrica. Para la generación industrial se recurre a instalaciones denominadas centrales eléctricas, que ejecutan alguna de las transformaciones citadas. Estas constituyen el primer escalón de la red eléctrica.

## Distribución

La red síncrona de gran área de Europa. La mayoría son miembros de La Asociación de la Red Europea de Gestores de Redes de Transporte de Electricidad.

Desde las subestaciones ubicadas cerca de las áreas de consumo, el servicio eléctrico es responsabilidad de la compañía suministradora (distribuidora) que ha de construir y mantener las líneas necesarias para llegar a los clientes. 
La red de distribución es un componente del sistema de suministro, siendo responsabilidad de las compañías distribuidoras. La distribución de la energía eléctrica desde las subestaciones de transformación de la red de transporte se realiza en dos etapas.
La primera está constituida por la red de reparto, que, partiendo de las subestaciones de transformación, reparte la energía, normalmente mediante anillos que rodean los grandes centros de consumo, hasta llegar a las estaciones transformadoras de distribución. Las tensiones utilizadas están comprendidas entre 25 y 132 kV. Intercaladas en estos anillos están las estaciones transformadoras de distribución, encargadas de reducir la tensión desde el nivel de reparto al de distribución en media tensión.
La segunda etapa la constituye la red de distribución propiamente dicha, con tensiones de funcionamiento de 3 a 30 kV y con una disposición en red radial. Esta red cubre la superficie de los grandes centros de consumo (población, gran industria, etc.), uniendo las estaciones transformadoras de distribución con los centros de transformación, que son la última etapa del suministro en media tensión, ya que las tensiones a la salida de estos centros es de baja tensión (125/220 o 220/380 ).
Las líneas que forman la red de distribución se operan de forma radial, sin que formen mallas. Cuando existe una avería, un dispositivo de protección situado al principio de cada red lo detecta y abre el interruptor que alimenta esta red. La localización de averías se hace por el método de "prueba y error", dividiendo la red que tiene la avería en mitades y suministrando energía a una de ellas; a medida que se acota la zona con avería, se devuelve el suministro al resto de la red. Esto ocasiona que en el transcurso de la localización se puedan producir varias interrupciones a un mismo usuario de la red.
La topología de una red de distribución se refiere al esquema o arreglo de la distribución, esto es la forma en que se distribuye la energía por medio de la disposición de los segmentos de los circuitos de distribución. Esta topología puede tener las siguientes configuraciones: 
- Red radial o red en antena: resaltan su simplicidad y la facilidad que presenta para ser equipada de protecciones selectivas. Como desventaja tiene su falta de garantía de servicio.
- Red en bucle abierto: tiene todas las ventajas de la distribución en redes radiales y además la posibilidad de alimentar alternativamente de una fuente u otra.
- Red en anillo o en bucle cerrado: se caracteriza por tener dos de sus extremos alimentados, quedando estos puntos intercalados en el anillo o bucle. Como ventaja fundamental se puede citar su seguridad de servicio y facilidad de mantenimiento, si bien presenta el inconveniente de una mayor complejidad y sistemas de protección más complicados.

Como sistemas de protección se utilizan conductores aislados, fusibles, seccionadores en carga, seccionalizadores, órganos de corte de red, reconectadores, interruptores, pararrayos antena, pararrayos autoválvulas y protecciones secundarias asociadas a transformadores de medida, como son relés de protección.

### Estructura de las redes de distribución
La estructura o topología de una red puede variar considerablemente. El diseño físico está determinado por el terreno disponible y su geología. La topología lógica puede variar dependiendo de las restricciones de presupuesto, requisitos de fiabilidad del sistema, y las características de la generación y la carga.

## Componentes

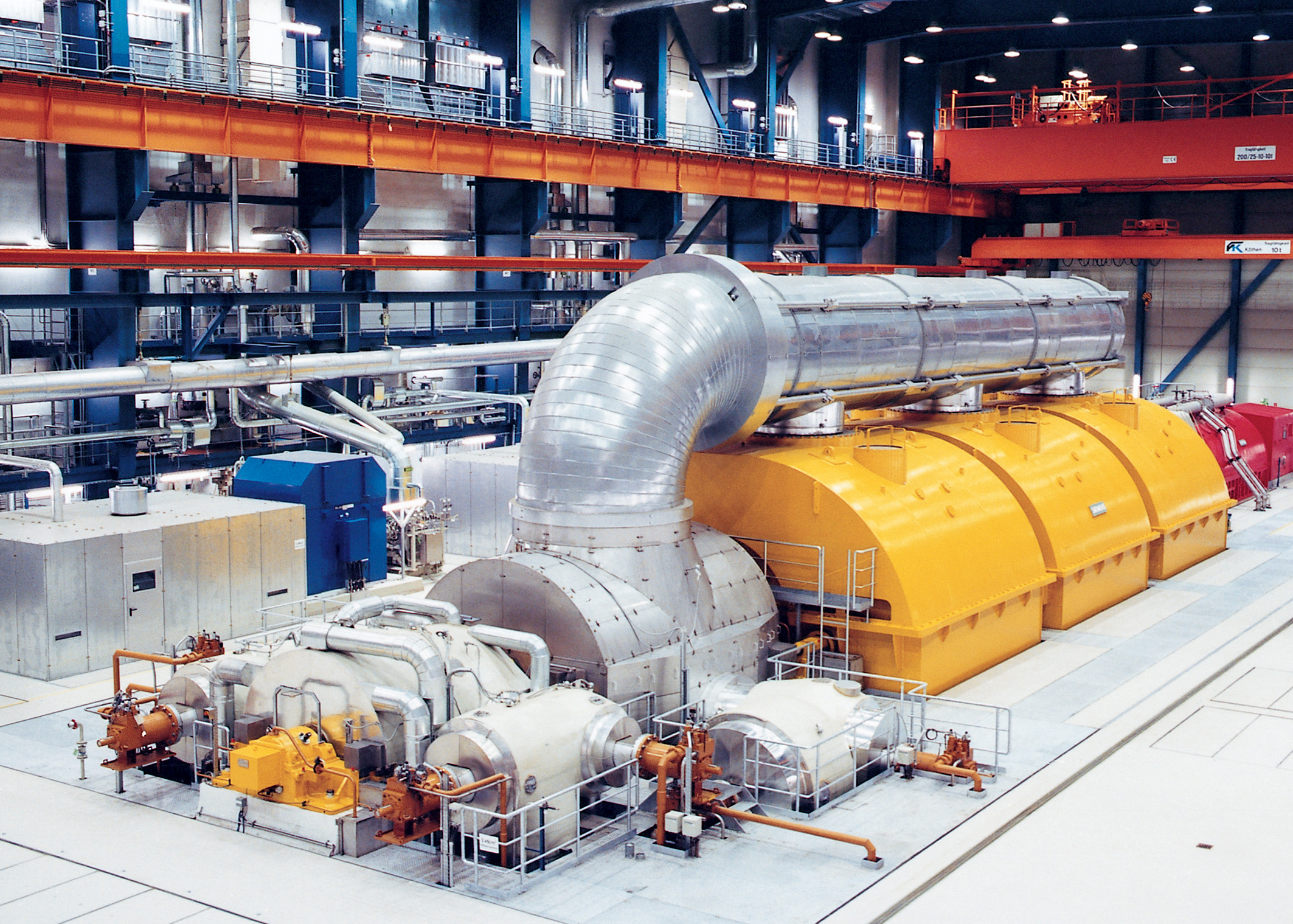
Turbogenerador.

Diagrama de un sistema de energía eléctrica, sistema de generación en rojo.

La generación de electricidad es el proceso de generar energía eléctrica a partir de fuentes de energía primaria normalmente en centrales eléctricas. Suele realizarse con generadores electromecánicos  accionados por motores térmicos, la energía cinética del agua o el viento o la energía nuclear. Otras fuentes de energía son la solar fotovoltaica y la geotérmica.
La suma de las potencias de los generadores de la red es la producción de la red, que suele medirse en gigavatios (GW).

### Transmisión

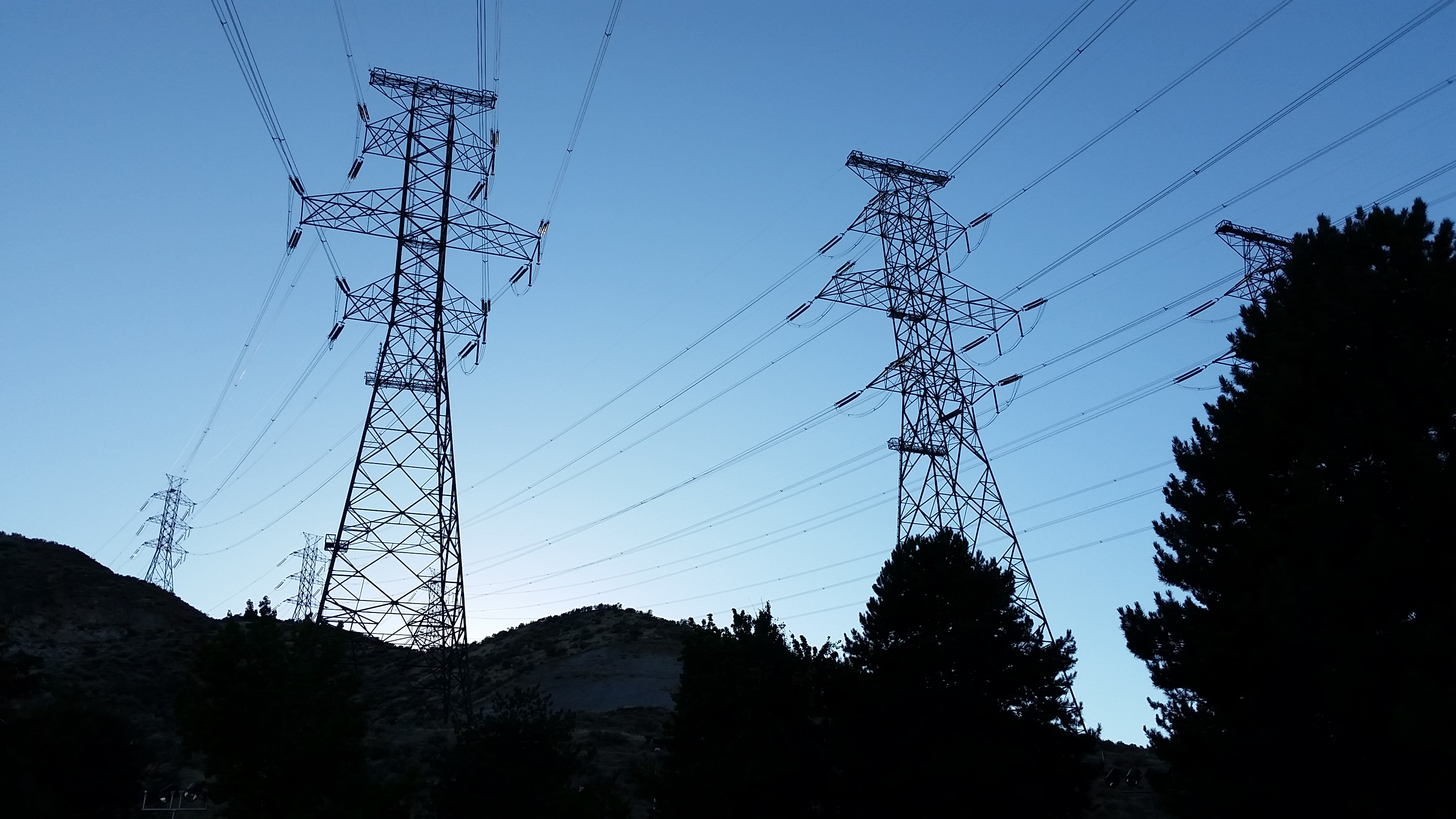
500 kV Energía eléctrica trifásica Líneas de transmisión en la presa Grand Coulee Dam; se muestran cuatro circuitos; dos circuitos adicionales están ocultos por árboles a la derecha; la capacidad de generación total de 7079 MW de la presa se acomoda a estos seis circuitos.

La transmisión de energía eléctrica es el movimiento a granel de energía eléctrica desde un lugar de generación, a través de una red de líneas interconectadas, hasta una subestación eléctrica, desde la que se conecta al sistema de distribución. Este sistema de conexiones en red es distinto del cableado local entre las subestaciones de alta tensión y los clientes.
Como la energía suele generarse lejos de donde se consume, el sistema de transmisión puede cubrir grandes distancias. Para una determinada cantidad de energía, la eficacia de la transmisión es mayor con tensiones más altas y corrientes más bajas. Por lo tanto, las tensiones se aumentan en la estación generadora y se reducen en las subestaciones locales para la distribución a los clientes.
La mayor parte de la transmisión es trifásica. La trifásica, en comparación con la monofásica, puede suministrar mucha más potencia para una determinada cantidad de cable, ya que los cables neutro y de tierra se comparten. Además, los generadores y motores trifásicos son más eficientes que sus homólogos monofásicos.
Sin embargo, para los conductores convencionales, una de las principales pérdidas son las resistivas, que son una ley cuadrática de la corriente y dependen de la distancia. Las líneas de transmisión de CA de alta tensión pueden perder entre un 1% y un 4% por cada cien millas.   Sin embargo, la corriente continua de alta tensión puede tener entre un 30% y un 40% menos de pérdidas que la CA. En distancias muy largas, estas eficiencias pueden compensar el coste adicional de las estaciones conversoras CA/CC necesarias en cada extremo.

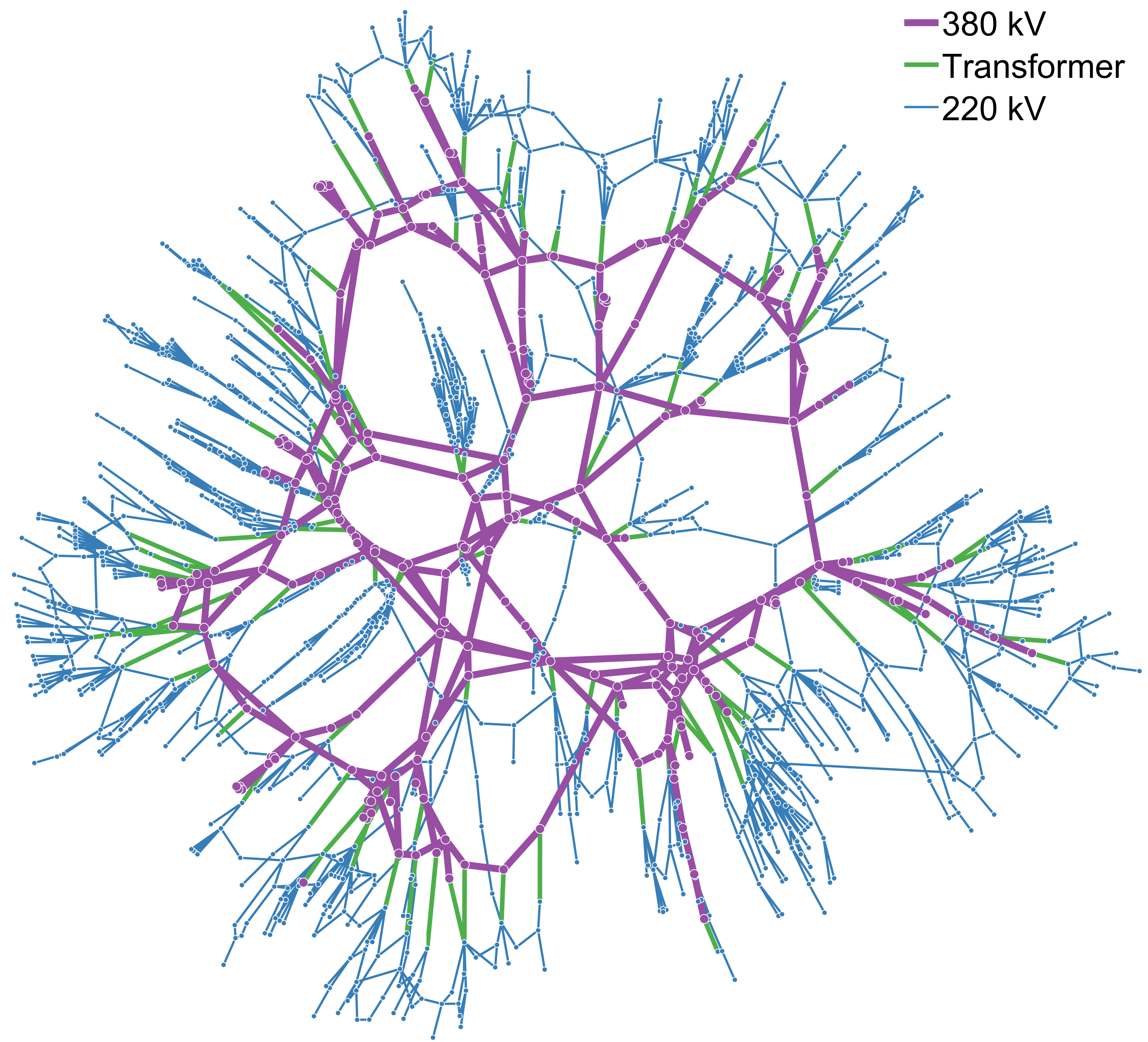
Diagrama de red de un sistema de transmisión de alta tensión, que muestra la interconexión entre los distintos niveles de tensión. Este diagrama representa la estructura eléctrica de la red, en lugar de su geografía física.

Las redes de transmisión son complejas, con vías redundantes. El trazado físico suele estar condicionado por el terreno disponible y su geología. La mayoría de las redes de transmisión ofrecen la fiabilidad que ofrecen las redes malladas más complejas. La redundancia permite que se produzcan fallos en las líneas y que la energía se desvíe simplemente mientras se realizan las reparaciones.

### Subestaciones
Las subestaciones pueden desempeñar muchas funciones diferentes, pero normalmente transforman la tensión de baja a alta (subida) y de alta a baja (bajada). Entre el generador y el consumidor final, la tensión puede transformarse varias veces.
Los tres tipos principales de subestaciones, según su función, son:
- Subestación elevadora: utilizan transformadores para elevar la tensión procedente de los generadores y las centrales eléctricas, de modo que la energía pueda transmitirse a largas distancias de forma más eficiente, con corrientes más pequeñas.
- Subestación reductora: estos transformadores reducen la tensión procedente de las líneas de transmisión, que puede utilizarse en la industria o enviarse a una subestación de distribución.
- Subestación de distribución: vuelven a transformar la tensión más baja para la distribución a los usuarios finales.

Aparte de los transformadores, otros componentes o funciones principales de las subestaciones son:
Interruptores automáticos: utilizados para interrumpir automáticamente un circuito y aislar un fallo en el sistema. * Interruptoreses: para controlar el flujo de electricidad y aislar los equipos. 
- Interruptores: para controlar el flujo de electricidad y aislar equipos.[13]
- La barra colectora de la subestación: normalmente un conjunto de tres conductores, uno para cada fase de corriente. La subestación se organiza en torno a las barras, y éstas se conectan a las líneas de entrada, transformadores, equipos de protección, interruptores y a las líneas de salida.[12]
- Pararrayos
- Condensadores para la corrección del factor de potencia
- Condensadores sincrónicos para la corrección del factor de potencia y la estabilidad de la red

### Distribución de energía eléctrica
La distribución es la etapa final del suministro de energía; transporta la electricidad desde el sistema de transmisión hasta los consumidores individuales. Las subestaciones se conectan al sistema de transmisión y reducen la tensión de transmisión a una tensión media que oscila entre 2 kV y  35 kV. Las líneas de distribución primaria llevan esta energía de media tensión a transformadores de distribución situados cerca de las instalaciones del cliente. Los transformadores de distribución vuelven a bajar la tensión hasta la tensión de utilización. Los clientes que demandan una cantidad de energía mucho mayor pueden conectarse directamente al nivel de distribución primaria o al de subtransmisión.
Las redes de distribución se dividen en dos tipos, radiales o en red.
En las ciudades y pueblos de Norteamérica, la red tiende a seguir el diseño clásico de alimentación radial. Una subestación recibe la energía de la red de transporte, la reduce con un transformador y la envía a un bus desde el que parten alimentadores en todas direcciones por el campo. Estos alimentadores transportan energía trifásica y suelen seguir las calles principales cercanas a la subestación. A medida que aumenta la distancia desde la subestación, el abanico continúa y se extienden laterales más pequeños para cubrir las zonas que los alimentadores no cubren. Esta estructura en forma de árbol crece hacia el exterior de la subestación, pero por razones de fiabilidad, suele contener al menos una conexión de reserva no utilizada a una subestación cercana. Esta conexión puede activarse en caso de emergencia, de modo que una parte del territorio de servicio de una subestación pueda ser alimentada alternativamente por otra subestación.

### Almacenamiento

Red eléctrica simplificada con almacenamiento de energía.

Flujo de energía de red simplificado de energía idealizado para el transcurso de un día.

El almacenamiento de energía en red (también llamado almacenamiento de energía a gran escala) es un conjunto de métodos utilizados para almacenar energía a gran escala dentro de una red de energía eléctrica. La energía eléctrica se almacena en momentos en los que la electricidad es abundante y barata (especialmente a partir de fuentes de energía intermitente como electricidad renovable procedente de energía eólica, energía mareomotriz y energía solar) o cuando la demanda es baja, y posteriormente se devuelve a la red cuando la demanda es alta, y los precios de la electricidad tienden a ser más altos.
Para el 2020, la mayor forma de almacenamiento de energía en red es la hidroelectricidad de embalse, tanto con generación hidroeléctrica convencional como con hidroelectricidad de bombeo.
Los avances en el almacenamiento con baterías han permitido proyectos comercialmente viables para almacenar energía durante los picos de producción y liberarla durante los picos de demanda, y para utilizarla cuando la producción cae inesperadamente dando tiempo a que los recursos de respuesta más lenta se pongan en línea.
Dos alternativas al almacenamiento en red son el uso de centrales eléctricas de pico para cubrir los huecos de suministro y la respuesta a la demanda para desplazar la carga a otros momentos.